# Macopaeus spinosus
Genre
Espèce
Macopaeus spinosus, unique représentant du genre Macopaeus, est une espèce d'araignées aranéomorphes de la famille des Salticidae.

## Distribution
Cette espèce est endémique de Madagascar.

## Description
La femelle holotype mesure 6,5 mm.
La femelle décrite par Wanless en 1980 mesure 5,6 mm.

## Publication originale
- Simon, 1900 : Descriptions d'arachnides nouveaux de la famille des Attidae. Annales de la Société Entomologique de Belgique, vol. 44, p. 381-407 (texte intégral).